# Hidrografía

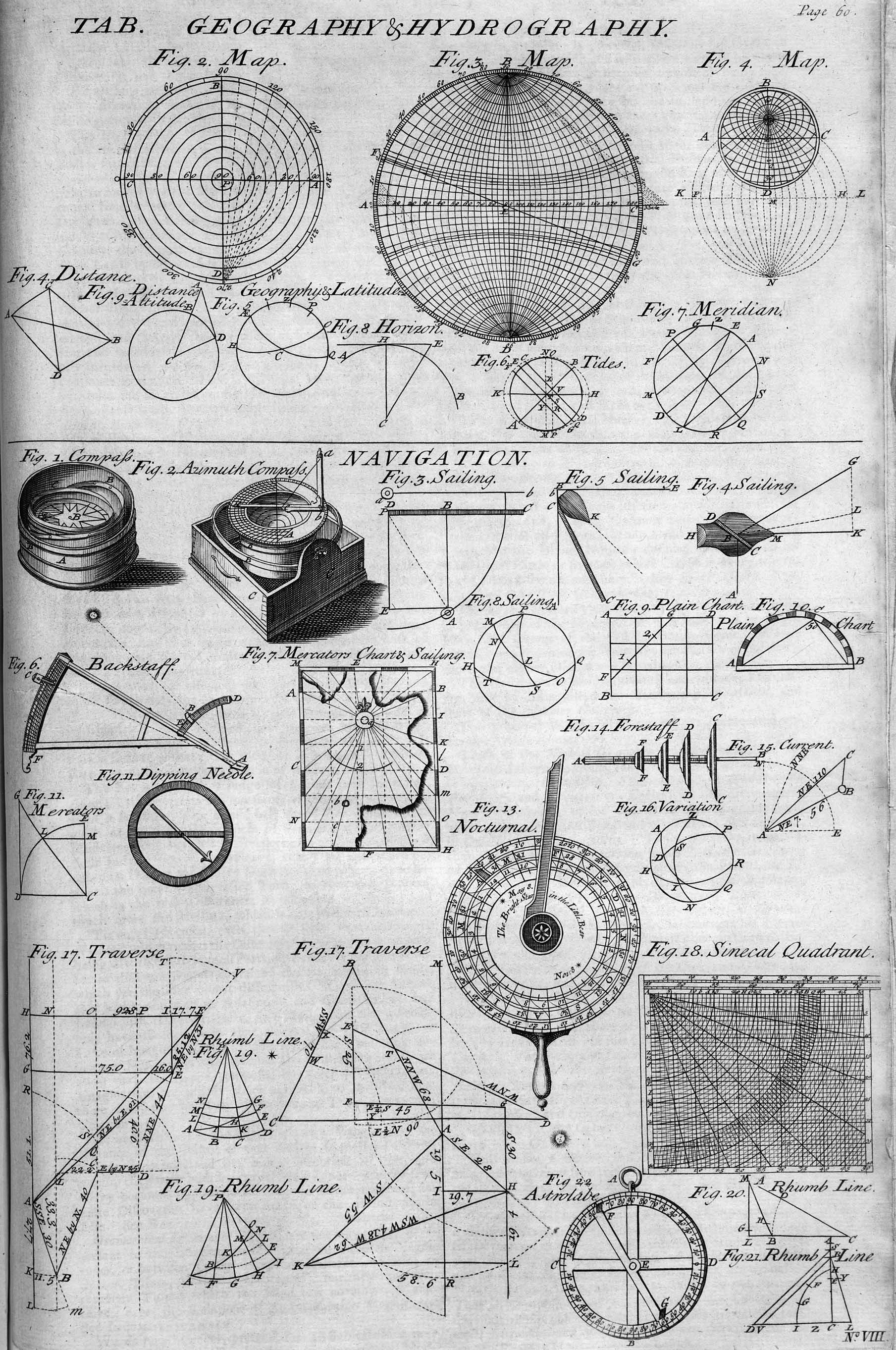
Tabla de geografía, hidrografía y navegación, de la Cyclopaedia (1728).

La hidrografía es una rama de las ciencias de la tierra (geografía) que consiste en la descripción y el estudio sistemático de los cuerpos de agua planetarios, fundamentalmente los recursos hídricos continentales. Por su campo de estudio, la hidrografía se vincula con otras ciencias geográficas, en particular con la geomorfología, la hidrología y la climatología. En castellano este uso está comúnmente restringido a las aguas continentales; mientras que el estudio, medición y descripción de los océanos, mares, y costas se considera parte de la oceanografía física, no siendo así en otros idiomas, como el inglés o francés con el uso de hydrography o hydrographie.   
En el estudio de las aguas continentales, las características hidrográficas importantes de los ríos son: caudal, cuenca, vertiente hidrográfica, cauce o lecho, régimen fluvial, dinámica fluvial, erosión, sedimentación fluvial, tipos de valles y pendientes.
La hidrografía también se ocupa de predecir  como es que las características de ríos, lagos, mares y otros accidentes geográficos que contienen o transportan agua cambian a lo largo del tiempo. La información es relevante para actividades de navegación y otras actividades marinas y lacustres, incluyendo desarrollo económico, seguridad y defensa, investigaciones científicas y protección del medio ambiente.

## Historia

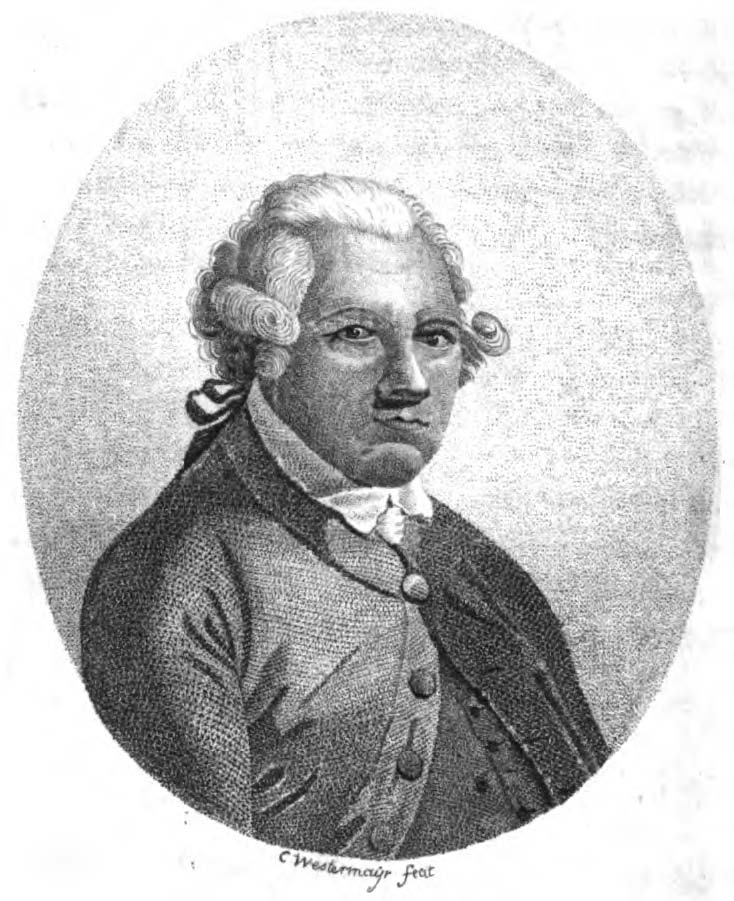
Alexander Dalrymple, primer hidrógrafo de la Marina del Reino Unido, nombrado en 1795.

Los orígenes de la hidrografía se remontan a la elaboración de cartas de navegación por parte de los marineros que se adentraban en nuevas aguas. Estas cartas solían ser propiedad privada, incluso secretos muy bien guardados, de individuos que las utilizaban para obtener ventajas comerciales o militares. A medida que el comercio transoceánico y la exploración aumentaban, los levantamientos hidrográficos empezaron a llevarse a cabo como un ejercicio por derecho propio, y el encargo de los levantamientos lo hacían cada vez más los gobiernos y las oficinas hidrográficas especiales. Las organizaciones nacionales, especialmente las armadas, se dieron cuenta de que la recopilación, sistematización y distribución de estos conocimientos les proporcionaba grandes ventajas organizativas y militares. Así nacieron organizaciones hidrográficas nacionales dedicadas a la recopilación, organización, publicación y distribución de la hidrografía incorporada a las cartas y los rumbos de navegación.
El cartógrafo holandés Lucas Janszoon Waghenaer produjo las primeras cartas náuticas verdaderas en el año 1584 fue una figura notable de la edad de oro de la cartografía flamenca, conocido por sus contribuciones pioneras en cartografía náutica. La suya primera publicación, Spieghel der zeevaerdt ("el espejo del Marinero") apareció en 1584. Este libro de mapas combinaba un atlas de cartas náuticas e indicaciones de navegación con instrucciones para la navegación por las aguas costeras (cabotaje) de Europa y del noroeste de Europa.
La década de 1660 experimentó un aumento del pensamiento científico en Francia e Inglaterra. Entre otros adelantos hubo una gran producción de cartografía marina. La continuación de la cooperación entre científicos franceses y británicos durante la primera mitad del siglo XVIII, originó las ideas geodésicas formuladas por César Cassini, pasando al uso de la triangulación para mesurar la tierra y más tarde, adaptarlas a las prospecciones marítimas.
A finales del siglo XVIII, el uso horizontal del sextante y el círculo reflectante esencialmente un octante extendido a un círculo completo con indicadores de estación, había permitido fijar, el lugar exacto y la velocidad y adaptarlo a la sonda. Este adelanto técnico condujo directamente a un aumento generalizado de la precisión en la inspección del mar. Muchos países marítimos de Europa y América, ya establecieron sus instituciones y agencias hidrográficas antes de finales del siglo XIX.
Antes de la creación de la Oficina Hidrográfica del Reino Unido, los capitanes de la Royal Navy eran responsables de la provisión de sus propias cartas. En la práctica, esto significaba que los barcos a menudo navegaban con información inadecuada para la seguridad de la navegación, y que cuando se inspeccionaban nuevas zonas, los datos rara vez llegaban a todos los que los necesitaban. El Almirantazgo británico nombró a Alexander Dalrymple como hidrógrafo en 1795, con la misión de recopilar y distribuir cartas a los buques de Su Majestad. En un año se cotejaron las cartas existentes de los dos siglos anteriores y se publicó el primer catálogo. La primera carta elaborada bajo la dirección del Almirantazgo fue una carta de la bahía de Quiberon, en Bretaña, y apareció en 1800.
Bajo el mando del capitán Thomas Hurd, el departamento recibió sus primeras directrices profesionales, y los primeros catálogos se publicaron y se pusieron a disposición del público y de otras naciones. En 1829, el contralmirante Sir Francis Beaufort, en calidad de hidrógrafo, desarrolló la Escala epónima, e introdujo las primeras tablas oficiales de mareas en 1833 y los primeros "Avisos a los navegantes" en 1834. La Oficina Hidrográfica experimentó una expansión constante a lo largo del siglo XIX; en 1855, el Catálogo de Cartas enumeraba 1981 cartas que daban una cobertura definitiva a todo el mundo, y producía más de 130 000 cartas al año, de las que se vendían aproximadamente la mitad.
El 1747, Murdoch Mackenzie fue el primer hidrógrafo a desarrollar un esquema de triangulación local durante su estudio sobre las Islas Orcadas. El 1750, escribió: "La vida y la fortuna de las personas que trabajan en el mar, depende en gran medida de las cartas de navegación" [...] A continuación, describió la metodología para mesurar una línea de base, desarrollar una red de triangulación, construir "balizas o puntos de referencia" sobre puntos destacados de la red y, seguidamente, situar su barco *sondador y usar los rodamientos de la brújula que se cruzaban en estos puntos durante las operaciones de sondeo.
Los Estados Unidos empezaron a hacer contribuciones a las ciencias de la geodesia y la hidrografía el 1807, con los inicios del sondaje de la costa de los Estados Unidos. El suizo, Ferdinand Hassler, fue escogido para dirigir esta organización embrionaria. Benjamin Peirce, que  fue jefe de las operaciones de control de costas en la década de 1850, y Charles Schott, el principal matemático y geodesista de la Coast Survey, avanzaron en los conocimientos. Su trabajo, como el de Hassler, estaba relacionado con los problemas de posicionamiento terrestre, pero en última instancia esto condujo a cartas náuticas mucho más precisas.

## Etimología
La palabra hidrografía procede del griego antiguo ὕδωρ (hydor), "agua" y γράφω (graphō), "escribir".

## Procesos hidrográficos
Para formular proyectos de desarrollo socioeconómico de una cuenca hidrográfica se ha de emprender previamente su estudio considerándola como una región natural. Por eso se debe primero hacer una asociación de los caudales porque para poder estudiar la hidrografía se necesita estudiar las vertientes y las cuencas.

## Los ríos
Un río o flujo de agua es una corriente natural de agua que fluye con continuidad por un cauce en la superficie terrestre. Posee un caudal determinado, rara vez es constante a lo largo del año, y desemboca en el mar, en un lago o en otro río, en cuyo caso se denomina afluente. La parte final de un río es su desembocadura. Algunas veces terminan en zonas desérticas donde sus aguas se pierden por infiltración y evaporación.
Los ríos pueden ser clasificados desde diversos puntos de vista, entre los que se destacan:
Según período de actividad, en ríos perennes, estacionales, transitorios, o alóctonos.
Según su geometría o morfología, pueden clasificarse un río o un determinado trecho, en las siguientes categorías: rectilíneo, sinuoso, meándrico, anastomosado, con islas, en estuarios, en pantanos o manglares, en deltas.
Según su edad, se clasifica en: ríos jóvenes, maduros o viejos.
Según su condición de estabilidad, puede considerarse un tramo de cauce con estabilidad estática, dinámica, con inestabilidad dinámica, o con estabilidad morfológica.
Sus tramos pueden ser clasificados como de: alta montaña, montaña, falda de montaña, intermedio, y de planicie.
Según sus grados de libertad, puede clasificarse como teniendo uno, dos o tres grados de libertad.
Según el material de las márgenes y del fondo, pueden considerarse como materiales cohesivos, no cohesivos, acorazados, bien graduados o con granulometría extendida, mal graduados o de granulometría uniforme.
Según las condiciones del transporte sólido, puede considerarse tres tipos de cauces: estable, erosionable y depositante.

## Organizaciones
En muchos países existen servicios hidrográficos nacionales. Así mismo, existe coordinación internacional de información hidrográfica, efectuada por la Organización Hidrográfica Internacional (OHI), ente intergubernamental fundado en 1921, con sede en Mónaco; la cual fundamentalmente regula la hidrografía marina.   

## División
Hidromorfometría: Se dedica al estudio de las cuencas hidrográficas, en especial a su forma, dimensiones, composición, tiempo de respuestas, etc.
Hidrografía marina (cartografía náutica): Se dedica a la medida, recopilación y representación de los datos relativos al fondo del océano, mares y costas, las mareas y corrientes, de manera que se puedan plasmar sobre una carta náutica.

## Aspectos generales

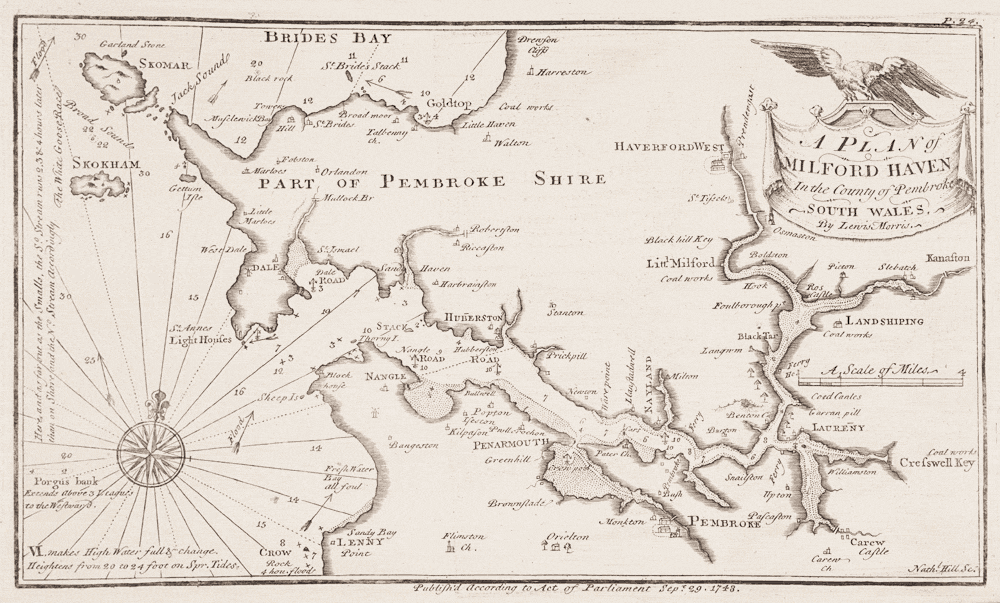
Estudio del puerto estratégico de Milford Haven producido por Lewis Morris en 1748.

La hidrografía a gran escala suele estar a cargo de organizaciones nacionales o internacionales que patrocinan la recopilación de datos mediante estudios precisos y publican cartas y material descriptivo con fines de navegación. La ciencia de la oceanografía es, en parte, una consecuencia de la hidrografía clásica. En muchos aspectos, los datos son intercambiables, pero los datos hidrográficos marinos estarán especialmente orientados a la navegación marina y a la seguridad de la misma. La exploración y explotación de los recursos marinos es una aplicación importante de la hidrografía, centrada principalmente en la búsqueda de hidrocarburos.
Las mediciones hidrográficas incluyen la información de mareas, corrientes y olas de la oceanografía física. Incluyen las mediciones del fondo, con especial énfasis en los accidentes geográficos marinos que suponen un peligro para la navegación, como las rocas, los bajíos, los arrecifes y otros accidentes que obstruyen el paso de los barcos. Las mediciones del fondo también incluyen la recopilación de la naturaleza del fondo en lo que respecta al anclaje efectivo. A diferencia de la oceanografía, la hidrografía incluirá las características de la costa, naturales y artificiales, que ayudan a la navegación. Por lo tanto, un levantamiento hidrográfico puede incluir las posiciones y representaciones precisas de colinas, montañas e incluso luces y torres que ayuden a fijar la posición de un barco, así como los aspectos físicos del mar y del fondo marino.
La hidrografía, sobre todo por razones de seguridad, adoptó una serie de convenciones que han afectado a la representación de los datos en las cartas náuticas. Por ejemplo, las cartas hidrográficas están diseñadas para representar lo que es seguro para la navegación y, por lo tanto, normalmente tienden a mantener la menor profundidad y ocasionalmente a restar importancia a la topografía submarina real que se representaría en las cartas batimétricas. Las primeras son las herramientas del marinero para evitar accidentes. Las segundas son las mejores representaciones del fondo marino real, como en un mapa topográfico, para fines científicos y otros. Las tendencias en la práctica hidrográfica desde c. 2003-2005 han llevado a una reducción de esta diferencia, con muchas más oficinas hidrográficas manteniendo bases de datos "mejor observadas", y luego haciendo productos "seguros" para la navegación, según sea necesario.  Esto se ha unido a una preferencia por los estudios multiuso, de modo que los mismos datos recogidos para fines de cartografía náutica pueden utilizarse también para la representación batimétrica.

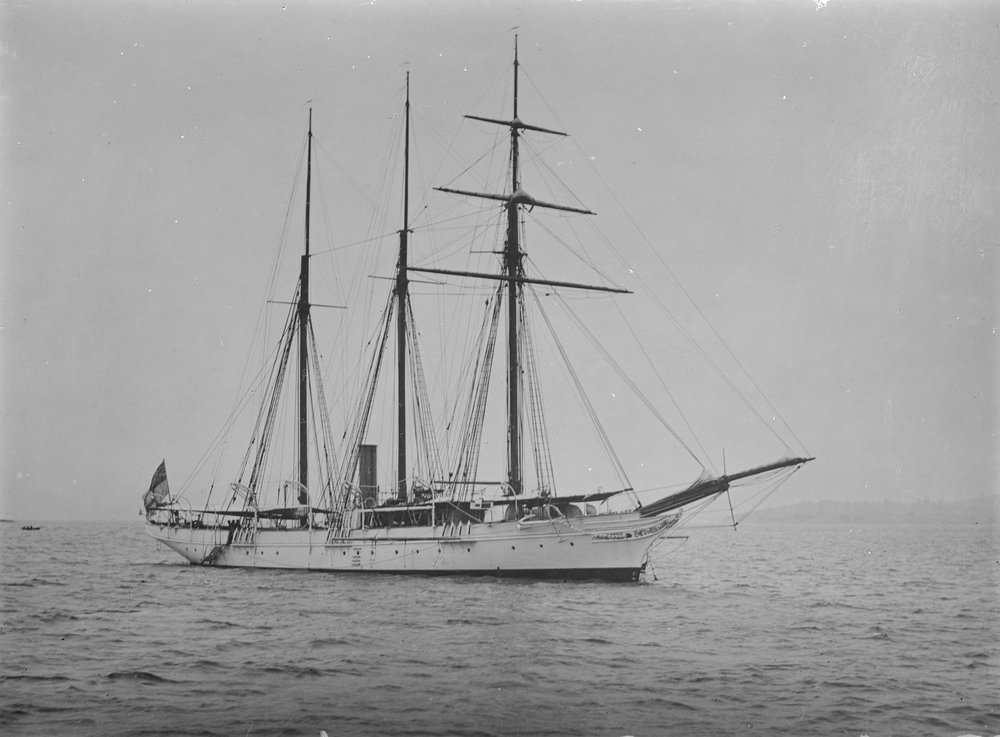
HMS Waterwitch, un buque de relevantamiento hidrográfico.

Aunque, en algunos lugares, los datos de los relevantamientos hidrográficos pueden recogerse con suficiente detalle para representar la topografía del fondo en algunas zonas, las cartas hidrográficas o cartas náuticas sólo muestran información de profundidad relevante para la seguridad de la navegación y no deben considerarse como un producto que represente con precisión la forma real del fondo.  Los sondeos seleccionados a partir de los datos de profundidad de la fuente bruta para su colocación en la carta náutica se seleccionan para la navegación segura y están sesgados para mostrar predominantemente las profundidades más superficiales que se relacionan con la navegación segura. Por ejemplo, si hay una zona profunda a la que no se puede llegar porque está rodeada de aguas poco profundas, la zona profunda puede no mostrarse. Las zonas rellenas de color que muestran diferentes rangos de aguas poco profundas no son el equivalente de las curvas de nivel en un mapa topográfico, ya que a menudo se dibujan hacia el mar de la profundidad mínima real representada. Una carta batimétrica muestra con precisión la topología marina. Los detalles que cubren las limitaciones anteriores se pueden encontrar en la Parte 1 de Bowditch's American Practical Navigator. Otro concepto que afecta a la seguridad de la navegación es la escasez de datos de profundidad detallados procedentes de los sistemas de sonar de alta resolución.  En las zonas más remotas, la única información de profundidad disponible se ha recogido con líneas de plomo. Este método de recogida deja caer una línea lastrada en el fondo a intervalos y registra la profundidad, a menudo desde un bote de remos o un velero. No hay datos entre sondeos o entre líneas de sondeo que garanticen que no hay un peligro, como un naufragio o una cabeza de coral, esperando allí para arruinar el día del navegante. A menudo, la navegación de la embarcación recolectora no coincide con las precisiones de navegación del GPS de hoy en día. La carta hidrográfica utilizará los mejores datos disponibles y advertirá de su naturaleza en una nota de precaución o en la leyenda de la carta.
Un relevamiento hidrográfico es bastante diferente de un relevamiento batimétrico en algunos aspectos importantes, particularmente en un sesgo hacia las menores profundidades debido a los requisitos de seguridad del primero y a los requisitos descriptivos geomorfológicos del segundo.  Históricamente, esto podría incluir la realización de ecosondeos en un contexto de preferencias por las profundidades mínimas, pero en la práctica moderna, los estudios hidrográficos